# Син Білої Кобилиці
«Син Білої Кобилиці» (угор. Fehérlófia) — угорський анімаційний фентезійний фільм 1981 року режисера Марцеля Янковича.
Фільм заснований на однойменній поемі Ласло Араня та стародавніх гунських, аварських і угорських легендах. Він описує подвиги юного героя, Фанівера, що вирушає в подорож аби подолати трьох драконів, які знищили королівство його батьків. Сюжет нагадує українську народну казку «Котигорошко».
«Син Білої Кобилиці» здобув визнання за свій психоделічний візуальний стиль і символізм, пов'язаний з міфологічними темами творення, родючості й сексуальності.

## Сюжет
Біла Кобилиця тікає з Царства Зла, щоб народити сина в дуплі Світового Дерева. Потім вона розповідає йому передісторію. Колись у гілках цього дерева існувало королівство. У короля-батька, володаря дощу, та королеви-матері було троє дорослих синів, які вирішили одружитися. Король-батько дозволив їхнім нареченим Мідноволосій, Срібноволосій та Золотоволосій відвідувати будь-які місця в королівстві, крім кімнат, замкнених на замки. Але наречені не послухалися і необачно випустили на волю трьох драконів. Вони знищили королівство, захопили палаци королевичів і їхніх наречених. Королева врятувалася, перетворившись на Білу Кобилицю. Двоє її малих дітей при втечі загубилися, але третього вона зберегла і сім років напувала своїм молоком.
Лоша перетворилося на хлопчика, який хоче побороти драконів, але йому потрібно довести свою силу, розхитавши Дерево. Хлопчику не вистачає сил, тому Біла Кобилиця напуває його молоком ще сім років. Хлопчик виростає і стає здатний розхитати Дерево, за що він отримує ім'я Фанівер (Валидуб). Але Біла Кобила до того часу витратила всі сили й помирає.
Юнак зустрічає свого брата Кемержоло (Каменелома), вони міряються силами і вирішують іти далі разом. Далі їм зустрічається третій брат Важнеро (Залізоміс), і теж приєднується до подорожі. Вони шукають як спуститися з Дерева та спиняються в безлюдній хатині. Поки двоє братів ідуть оглядати околиці, Кемержоло лишається в хатині варити кашу та плести канат. Туди навідується шкодливий карлик Монік із довгою бородою, що перемагає Кемержоло та з'їдає кашу. Решта двоє думають, що той просто з'їв кашу сам і б'ють його. Але наступного дня те саме повторюється з іншим братом, Важнеро. Коли в хатині лишається Фанівер, він перемагає карлика, відрізає йому бороду та виготовляє з неї меча при допомозі братів. Двічі Фанівер випробовує меча на міцність, кидаючи високо вгору і брати перековують зброю. Третього разу він виявляється годящий. Брати, крім Фанівер, бояться спуститися в казані, прикріпленому до каната, на землю.
Він сам спускається до підземного царства, де зустрічає трьох драконів: Триголового, Семиголового та Дванадцятиголового. Триголовий виглядає як кам'яний ідол. Семиголовий складається з різноманітної зброї (в тому числі сучасної). Дванадцятиголовий постає в подобі живого міста з хмарочосами. Кожен із драконів захопив одну з принцес: Мідноволосу, Срібловолосу та Золотоволосу. Карлик допомагає Фаніверу, даючи підказки. Після перемоги принцеси забирають з залишків драконів чарівні золоті. Фанівер повертається до казана та відправляє принцес нагору. Заздрісні брати обрубують канат, щоб присвоїти перемогу собі.
Тоді Фанівер бачить як величезна змія загрожує гнізду з пташенятами. Він убиває змію, чим рятує пташенят. Їхній батько, птах-грифон віддячує, пообіцявши винести Фанівера нагору. Але спершу птах просить добути їжі та питва на час польоту. Фанівер повертає карлику його бороду і той пояснює, що був королем у землях, які загарбали дракони (тобто, це його замаскований батько). Він дає героєві припаси, але в польоті їжі забракло, і Фанівер змушений віддати птаху свою ногу. Вже після підйому птах бачить, що дав йому герой, відригує ногу Фанівера назад, і пташенята прилаштовують її на місце.
Фанівер приходить до братів, де його впізнає Золотоволоса. Кемержоло і Важнеро просять Фанівера вибачити їх, кажучи, що не втримали канат. Фанівер натомість просить вибачити його за те, що подумав про братів погано. Таким чином усі троє знайшли собі дружин, які віддають Фаніверу чарівні яблука. Герой кидає яблука за обрій і з них з'являються три палаци. Фанівер щасливо живе з Золотоволосою, стаючи Сонцем.

## Реставрація
«Син Білої Кобилиці» реставровано в якості 4K лос-анджелеською студією «Arbelos Films». Прем'єра реставрованої версії відбулася на Міжнародному кінофестивалі «Fantasia» 28 липня 2019 року, але випуск у кінотеатрах відклали через пандемію COVID-19, а потім зовсім скасували. Натомість фільм був випущений на Vimeo 17 серпня 2020 року. Версія на дисках Blu-Ray вийшла 8 червня 2021 року, як і деякі з попередніх фільмів Янковича, включаючи мультфільм «Витязь Янош» і короткометражні фільми.

## Сприйняття
«Син Білої Кобилиці» — 49-й з 50-и найвище оцінених фільмів на Олімпіаді анімації за весь її час. На Metacritic фільм отримав середню оцінку 90 зі 100 на основі 5 рецензій критиків, що вказує на «Загальне визнання». На Rotten Tomatoes 100 % рецензій критиків схвальні. Увага західних критиків привернулася до фільму після виходу його реставрованої версії в 2021 році.
Рокко Т. Томпсон у журналі «Slant», зазначив, що заснований на поемі Ласло Арані та традиційній євразійській степовій міфології, «Син Білої Кобилиці» має не дуже насичений сюжет, але сміливі, плавні форми в контрастних кольорах. Фони одночасно сповнені текстури, щоб додати необхідного контрасту до «плоских» фігур вільної форми. Все це в поєднанні створює ефект візуального гобелена, в якому кожен елемент є частиною більшого цілого. «Син Білої Кобилиці» сповнений сексуальних образів і тілесності, розповідаючи про найпервинніші людські спонукання до творення й руйнування.
Рубен Барон на CBR висловив захват глибокою символікою й тим як фільм поєднує традиційний сюжет з сучасними образами. Так, один «дракон» — це розумний танк, озброєний гарматами та бомбами, а інший приймає форму високого міста з піксельними виразами облич у стилі Atari. Але це також така казка, що може як налякати дітей, так і занепокоїти дорослих. У ній є оголеність і «доросла» фалічна та йонічна символіка, втім, шари сенсів можна розгадувати детальніше, тому «Син Білої Кобилиці» «настільки глибокий, наскільки вам хочеться».
Ендрю Сваффорд на Cinematary описав, що це подорож героя, насичена сексуальними образами та натяками, які вказують на глибоко вкорінену природу сексуальності в усіх міфах. Так, меч Фанівера явно тотожний фалосу, а дупло, в якому виріс герой, має форму вульви. Цей еротичний настрій відчувається невід’ємною частиною міфу про героя. Але ніякі слова про «Сина Білої Кобилиці» не замінять його перегляду, позаяк Янкович є майстром візуального мистецтва. Назвати «Сина Білої Кобилиці» психоделічним фільмом (ставлячи його в ряд із «Фантастичною планетою» чи «Жовтим підводним човном») — це мало що сказати, оскільки Янкович, як аніматор, не вписується в жодну категорію та змальовує власний візуальний всесвіт, який потрібно побачити.